# Ámbito Financiero

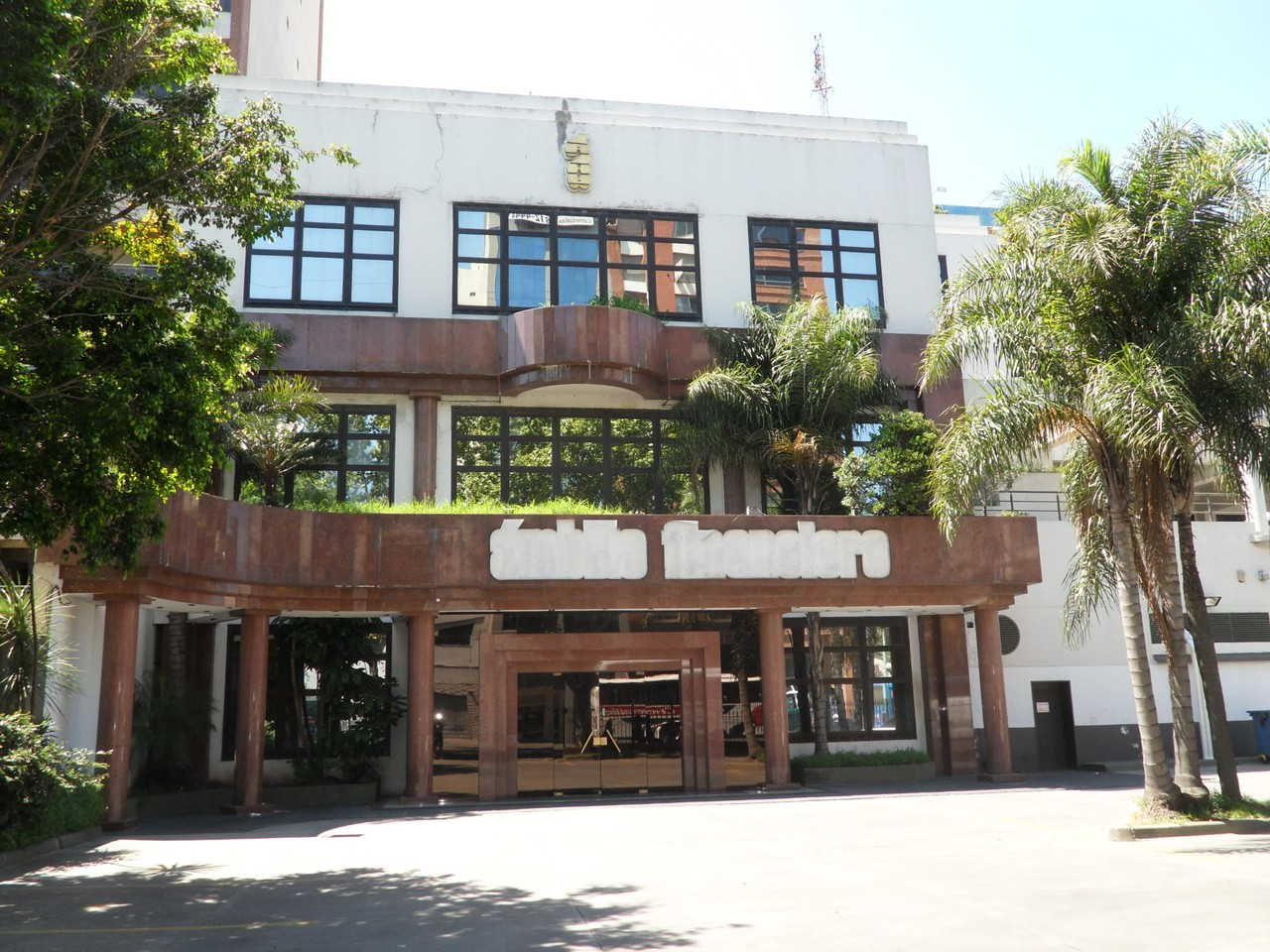
Unternehmenssitz des Ámbito Financiero in San Telmo

Ámbito Financiero ist eine argentinische Wirtschaftszeitung, die täglich in Buenos Aires erscheint.
Die Zeitung wurde von Julio A. Ramos am 9. Dezember 1976 gegründet und hat eine Auflage von rund 75.000 Exemplaren (Stand: 2015), die gleichzeitig an vier über Argentinien verteilten Standorten gedruckt werden. Ursprünglich wurde sie nur im Geschäftsviertel von Buenos Aires verkauft und enthielt hauptsächlich die Tageskurse für den U.S. Dollar, Gold, Aktien etc. sowie einige redaktionelle Beiträge.
Das Konzept war erfolgreich und die Zeitung wurde zu einer verlässlichen Quelle für Investoren und Mitarbeiter des Finanzsektors. Trotz des einfachen Seitenlayouts wird Ámbito Financiero heute als Wirtschaftszeitung vergleichbar der Financial Times oder dem The Wall Street Journal angesehen. 2008 wurde die Zeitung an Orlando Vignatti verkauft, dem auch der Buenos Aires Herald gehört. Anfang 2015 kam es zu einem erneuten Eigentümerwechsel, als Vignatti die 60-prozentige Anteilsmehrheit an seiner Medienholding AmFin S. A. an den Großunternehmer Cristóbal López verkaufte, der eng mit der Präsidentenfamilie Kirchner verbunden ist.